# Хайнански паунов фазан
Хайнански паунов фазан (Polyplectron katsumatae) е вид птица от семейство Phasianidae. Видът е застрашен от изчезване.

## Разпространение и местообитание
Разпространен е в Китай.